# Mixin
Mixin (kinesiska: 米心) är en köping i sydvästra Kina. Den ligger i stadsdistriktet Tongnan i storstadsområdet Chongqing, omkring 120 kilometer nordväst om det centrala stadsdistriktet Yuzhong. Antalet invånare är 13 854. Befolkningen består av 6 823 kvinnor och 7 031 män. Barn under 15 år utgör 20,0 %, vuxna 15-64 år 59 %, och äldre över 65 år 19,0 %.